# Nansen (Karazee)
Nansen of Nansena (Russisch: Нансена) is een lang en smal eiland voor de kust van het schiereiland Tajmyr in de Karazee. Het eiland heeft een lengte van 21 kilometer en heeft een gemiddelde breedte van ongeveer 2,5 kilometer. Nansen bevindt zich in een gebied met veel scheren direct ten westen van het vasteland van Siberië. Het eiland bevat enige toendravegetatie en vormt onderdeel van de regio Tajmyr van de kraj Krasnojarsk en van de zapovednik Bolsjoj Arktitsjeski, het grootste natuurreservaat van Rusland. De smalle zeestraat tussen het eiland en de Siberische kust wordt Straat Fram genoemd en is gemiddeld ongeveer 2,5 kilometer breed.

## Geografie
Het eiland heeft een oppervlakte van 350 km bij een lengte van ongeveer 36 kilometer en een gemiddelde breedte van 10 kilometer (maximaal 18,5 kilometer). Het hoogste punt wordt gevormd door de heuvel Negri (232 meter) in de zuidwestelijke deel.
De kusten van Tajmyr en enkele van de grotere eilanden nabij zoals Tajmyr, Bonevi en Pilota Machotkina, zijn diep ingesneden met veel grillige inhammen.
De zee rondom Taymyr is gedurende het grootste deel van het jaar bedekt met pakijs met enkele polinia's en ook in de zomer komen er veel ijsschotsen voor.

## Geschiedenis
Het eiland werd voor het eerst bezocht door Adolf Erik Nordenskiöld tijdens zijn expeditie in 1878 op het schip de Vega. Nordenskiöld vernoemde het eiland net als haar naamgenoot in Frans Jozefland naar poolonderzoeker Fridtjof Nansen.
In oktober 1900, tijdens de laatste expeditie van baron Eduard Toll (waarbij hij verdween) werd op het kleine granieten eiland Nabljoedeni ten zuidwesten van Nansen in de Colin Archerbaai het winterkwartier van het schip de Zarja opgezet en een wetenschappelijk onderzoekstation gebouwd.
Tijdens Operatie Wunderland werd hier in september 1943 door Russische konvooischepen een Duitse onderzeeboot gespot. Ook werd het poolstation Pravda op het kleine eilandje Pravda ten noordwesten van Nansen in die periode kapotgeschoten door een Duitse onderzeeboot, waarna de wetenschappers zich met een boot in redding brachten op Nansen, vanwaar ze werden opgepikt met een vliegtuig vanuit Dikson.